# 정재봉
정재봉(鄭在風, 1888 ~ ?)은 일본 이이즈카시 소친회 부회장과 상애회 이이즈카지부 간부로 활동했던 인물이다.

## 생애
1888년 경상남도에서 태어났다. 1929년 9월 결성된 일본 상애회 이즈카(飯塚)지부의 중심인물이다. 1933년 3월 가호촌(嘉穂村) 이나츠키(稲築)의 촌회의원 선거에서 143표로 당선되었다. 1935년 5월에는 이즈카(飯塚)에 거주하는 조선인들로 소친회가 결성될 때 부회장을 맡았다. 1938년 5월에는 소친회를 대표하여 약 20일간 상하이에서 '황군위문사'라는 직함으로 일본군을 격려했다.
탄광 지대인 이즈카(飯塚)에는 갱부들을 수용하는 나야(納屋)가 많았는데, 조선인 광부들의 경우 사실상 이곳에 감금된 상태였고, 이들은 대부분 정재봉이 책임지던 나야에 들어갔다. 정재봉은 원래 미츠비시(三菱)탄광에서 나야 책임자로 있다가 더 악명이 높았던 아소(麻生)탄광으로 자리를 옮긴 뒤, 아소탄광과 아소상점의 노무담당으로 활동했고, 상애회 이즈카지부 가호군 지부장으로서 조선인들의 노동운동 탄압과 노동착취에 앞장섰다. 1932년 8월 조선인 노동자들이 대거 참여한 아소탄광쟁의가 일어났는데, 당시 정재봉은 이즈카(飯塚)경찰서와 함께 아소 재벌을 비호하며 쟁의를 방해하고 조선인 노동자들을 탄압하였다. 게다가 다른 지역의 상애회 회원들까지 동원하여 쟁의단에 폭력을 가하였다.
1938년 10월 신문보도에 따르면 정재봉은 아소상점의 노무계원이었다.
장남인 정성규(鄭成圭)는 권투선수 출신으로 중일전쟁 당시 중국에서 일본군을 위한 밀정활동에 종사한 것으로 알려져있다.
차남 또한 징병검사 후 입대하였고, 친척 2명도 일본군에 입대하여 '명예로운 군국의 아버지'로 칭송받았다.

## 참고자료
- 친일인명사전편찬위원회 (2009). 《친일인명사전》. 497~498쪽.